# 淡路國
淡路國（日语：〔〕／〔〕 Awajinokuni */?），日本古代的令制國之一，屬南海道，又稱淡州。淡路國的領域即為現在兵庫縣所屬的淡路島。

## 郡
- 津名郡
- 三原郡

## 相關項目
- 日本令制國列表